# Raffinerie Matosinhos
Die Raffinerie Matosinhos (portugiesisch: Refinaria de Matosinhos) ist eine portugiesische Raffinerie der Galp, welche sich nördlich der Stadt Porto befindet. Aufgrund dieser Nähe wird sie teilweise auch als Porto-Raffinerie betitelt.
Sie ist die kleinere der zwei bestehenden portugiesischen Raffinerien, neben der größeren, ebenfalls von der portugiesischen Galp betriebenen Raffinerie Sines.

## Lage
Die Raffinerie befindet sich in Matosinhos e Leça da Palmeira, der nördlichen Nachbargemeinde von Porto am Atlantik. Die Arealgröße beträgt 400 Hektar.

## Geschichte
Der Bau der Raffinerie ist 1966 begonnen worden, sodass 1969 die Produktion starten konnte.
Zwischen 2007 und 2011 wurde für 315 Millionen Euro die Raffinerie erweitert. Unter anderem wurde eine Vakuum-Destillation und ein Visbreaker gebaut. Aufgrund der Corona-Krise wurde vom April bis zum 19. Juli 2020 die Produktion eingestellt. Nachdem sich die Ertragslage nicht besserte, wurde ab Oktober 2020 die Produktion erneut eingestellt.

## Technische Daten
Die Raffinerie ist per Pipeline an das Schiffsterminal Porto de Leixões angebunden, woher das Röhöl per Schiff bezogen wird. Die Raffinerie ist eine kleine Raffinerie mit geringer Komplexität, jedoch werden auch Schmierstoffe produziert. Die Raffinerie besteht aus 14 Prozessanlagen.

### Verarbeitungsanlagen
- Atmosphärische Destillation
- Vakuum-Destillation
- Visbreaker
- Entschwefelungsanlagen
- Reformer
- Schmieröl- und Schmierfettproduktion
- Schwefelrückgewinnung